# Bannière de Harqin
Pour les articles homonymes, voir Harqin.
La bannière de Harqin (chinois : 喀喇沁旗 ; pinyin : kālāqìn qí) est une subdivision administrative de la région autonome de Mongolie-Intérieure en Chine. Elle est placée sous la juridiction de la ville-préfecture de Chifeng.
Elle porte le nom de ses principaux habitants, à partir de 1635, les Qaracin.

## Démographie
La population de la bannière était de 369 263 habitants en 1999.